# Eddy Shaver
Pour les articles homonymes, voir Shaver.
John Edwin Shaver dit Eddy Shaver, né le 20 juin 1962 à Waco ou il est mort le 31 décembre 2000, est un guitariste, auteur-compositeur américain de musique rock country. 

## Biographie
Fils de Billy Joe Shaver, il apprend la guitare dans son enfance et a pour professeur Dickey Betts, guitariste du Allman Brothers Band qui lui a offert sa première guitare. Adolescent, il accompagne son père ainsi que des grands noms de la musique country comme Willie Nelson, Guy Clark, Waylon Jennings, Kris Kristofferson ou encore Dwight Yoakam.
Avec son père, Eddy enregistre plusieurs albums et, en 2000, travaille sur son premier album solo mais il meurt en décembre 2000 d'une overdose d'héroïne, à 38 ans. 
Le chanteur folk Todd Snider (en), en apprenant sa mort, compose en son hommage la chanson Waco Moon.

## Discographie
En duo avec son père :
- Tramp on Your Street (1993)
- Highway of Life (1996)
- Victory (1998)
- Electric Shaver (1999)